# Pacific Clipper
Pacific Clipper (рус. «Пасифик Клипер», регистрация NC18602), до перелёта носившая название California Clipper (рус. «Калифорния Клипер») — летающая лодка Boeing 314 Clipper авиакомпании Pan American World Airways, известная тем, что в декабре 1941 — январе 1942 года совершила первый кругосветный коммерческий перелёт. Начало войны на Тихоокеанском театре военных действий Второй мировой войны застало самолёт и его экипаж в Окленде, Новая Зеландия. С учётом того, что единственный путь через Тихий океан пролегал через атакованный японским флотом Пёрл-Харбор, было решено попытаться совершить перелёт на запад, через Африку и Атлантический океан. Перелёт из Окленда в Нью-Йорк занял тридцать дней, а путь пролегал через Сурабайю, Карачи, Бахрейн, Хартум и Леопольдвиль. «Калифорния Клипер» прибыл в 7:12 утра 6 января 1942 года на авиабазу гидросамолётов Ла-Гуардия компании Pan American. После успешного перелёта авиакомпания Pan American переименовала самолёт в «Пасифик Клипер».

## История

Карта маршрута перелётов самолёта NC18602 «Пасифик Клипер». Синим цветом обозначен запланированный маршрут из США в Окленд, красным — обратный рейс из Окленда в США.

2 декабря 1941 года «Калифорния Клипер» под командованием капитана Роберта Форда отбыл с базы Pan Am на Трежер-Айленде, Сан-Франциско, для выполнения запланированного пассажирского рейса в Окленд, Новая Зеландия. «Клиппер» совершил запланированные остановки в Сан-Педро, Гонолулу, на атолле Кантон, в Суве и Нумеа по пути в Окленд. Планировалось, что радист Джек Пойндекстер отправится другим рейсом домой в Сан-Франциско, и на всём остальном маршруте после Сан-Педро его заменит Гарри Стрикленд. Однако Стрикленд был срочно увезён в больницу с подозрением на аппендицит, и в итоге Пойндекстеру пришлось остаться радистом на весь запланированный маршрут.
В Нумеа экипаж подобрал Юджина Лича, радиста компании Pan Am, которому требовался перелёт в Окленд. В обмен на проезд до Окленда он предложил экипажу помочь с радиосвязью на последнем этапе путешествия. 7 декабря 1941 года, во время перелёта до Окленда, Лич занимался прослушкой радиоэфира, и принял сообщение о том, что на Пёрл-Харбор было совершено нападение. Следом за этим пришло автоматическое сообщение от радиостанции Pan Am в Новой Каледонии с приказом довести самолёт до ближайшей базы Pan Am.
Экипаж пробыл неделю в Окленде в ожидании сообщения с приказами для «Калифорния Клипер», и 14 декабря в американском консульстве капитан Форд получил приказ из Нью-Йорка: очистить самолёт от всей маркировки, отправиться в западном направлении по маршруту на своё усмотрение, и доставить самолёт на морской терминал Ла-Гуардия в Нью-Йорке.
Во время подготовки к отлёту Форд получил дополнительные инструкции вернуться в Нумеа и эвакуировать весь персонал Pan American и их семьи в Гладстон, Австралия. Форд приказал своему экипажу приостановить удаление маркировки с фюзеляжа, разобрать два запасных двигателя и погрузить их на NC18602 в качестве страховки. Ранним утром 16 декабря 1941 года самолёт приводнился на базе Pan American в Нумеа. Руководство авиакомпании распорядилось перевезти дополнительный двигатель в ящике в Карачи, Индия. Экипаж погрузил двигатель, принял сотрудников авиакомпании и их семьи и 16 декабря вылетел в Гладстон.
NC18602 прибыл в Гладстон в тот же день. Форд был разочарован, узнав, что в наличии не было 100-октанового авиационного топлива. В Гладстоне первый инженер Роте рекомендовал Форду попросить двух авиамехаников, которые были назначены в Нумеа, остаться с самолётом до прибытия в Нью-Йорк. Форд предложил механикам оплату за полёт, если они согласятся остаться; оба согласились. Наземный менеджер в Гладстоне сумел найти для Форда 500 долларов США, чтобы капитан смог купить припасы. Было решено вылететь в Дарвин на остатках топлива.
Форду удалось приобрести авиационное топливо в Дарвине, но оно хранилось в канистрах, и его пришлось вручную переливать в баки самолёта; эта задача была выполнена рано утром 18 декабря 1941 года. Форд вырулил в канал и с восходом солнца взлетел, направляясь в Сурабаю, Голландская Ост-Индия.
NC18602 был перехвачен самолётом Королевских ВВС Нидерландов, который следовал за самолётом до тех пор, пока Форд не совершил посадку. На базе не было достаточного количества 100-октанового авиационного топлива, но был обеспечен 76-октановый автомобильный бензин. Пока самолёт Pan American находился в Сурабае, с Филиппин прибыла уцелевшая Consolidated PBY Catalina эскадрильи ВМС США. Перед вылетом из Сурабаи экипаж был привит от тифа, дизентерии и холеры. Форд взлетел из Сурабаи, сжигая свой обычный 100-октановый бензин, и перешёл на 76-октановый после достижения крейсерской высоты. Двигатели стали работать с перебоями, но продолжали работать. NC18602 проследовал в Тринкомали, Цейлон.
На пути в Тринкомали 21 декабря 1941 года Форд приказал снизиться из-за облачности, чтобы определить местоположение самолёта. Члены экипажа увидели на поверхности японскую подводную лодку, и Форд поднялся обратно в облака, чтобы не быть сбитым. Подводная лодка выпустила по меньшей мере один снаряд, но промахнулась мимо самолёта. По прибытии в Тринкомали Форд сообщил, что видел подводную лодку, но командир британского авиакрыла не поверил ему. Форд и его экипаж вылетели из Тринкомали 21 декабря 1941 года, но проблема с двигателем заставила его вернуться обратно на базу. После ремонта они вылетели 26 декабря в Карачи, Британская Индия.
По прибытии Форд выгрузил упакованный в коробку двигатель, который ему было приказано доставить из Нумеа. Он также узнал, что компания Pan American приказала одному из двух механиков, которые находились на борту с момента вылета из Нумеа, остаться в Карачи, чтобы помочь создать базу технического обслуживания. Бортинженеры Форда сообщили ему, что регулятор изменяемого шага, управляющий винтами на одном из двигателей, неисправен; ремонт займёт не менее одного дня. На базе в Карачи имелось авиационное топливо, и Форд смог заправиться 100-октановым продуктом. После выполнения всех задач NC18602 вылетел из Карачи рано утром 28 декабря.
Прибыв в Бахрейн примерно через восемь часов после вылета из Карачи, Форд получил сообщение от местного военного командира, что в наличии имеется только 76-октановое топливо. Он также получил инструкцию высадить оставшегося механика в Бахрейне. Когда Форд подал план полёта до следующей остановки в Хартуме, британский диспетчер сообщил ему, что его план предусматривает пролёт над священным городом Мекка, что Саудовская Аравия возражает против полётов над этим городом, и что ему придётся лететь на север в Кувейт, а затем повернуть на запад. Форд согласился, подал исправленный план и вылетел утром 29 декабря 1941 года. Покинув Бахрейн, Форд обнаружил достаточную облачность и повернул на запад, пролетев над Меккой по пути в Хартум.
29 декабря 1941 года Форд успешно посадил NC18602 в Хартуме на реке Нил, где не было пристани, и сошёл на берег, чтобы посоветоваться с британским командиром. Командир сказал ему, что его попросили подождать, пока рейсом BOAC прибудет очень важный человек, которого необходимо доставить в Леопольдвиль, Бельгийское Конго. Форд неохотно согласился и стал ждать. Он обнаружил, что в наличии имеется 100-октановое топливо. Выяснилось, что «VIP» была женой мелкого британского чиновника, которая пробралась в список VIP-персон; её личность так и не была установлена. Во время взлёта 1 января 1942 года часть выхлопной трубы одного из двигателей оторвалась, создавая шум и дым; Форд решил, что риск приемлем, и отправился в Леопольдвиль.
Приводнившись на базе Pan American в Леопольдвиле, Форд и его экипаж приготовились к самому длинному этапу путешествия — 3100 морских миль по воде через Атлантический океан. Для взлёта необходимо было двигаться вниз по реке Конго в сторону водопадов Ливингстона. Форду удалось поднять NC18602 в воздух, при этом двигатели самолёта опасно перегрелись. Поднявшись в воздух, Форд и его экипаж направились на запад в сторону Натала, Бразилия. Во время полёта, который длился почти 48 часов, самолёту пришлось потратить часть запасов топлива на обход сложных погодных условий. NC18602 приводнился в Натале без происшествий.
При приводнении в Натале начальник базы сообщил Форду, что его прибытие ожидалось. Экипаж Форда был хорошо отдохнувшим, и Форд хотел дозаправиться и как можно скорее вылететь в Порт-оф-Спейн, Тринидад и Тобаго. Менеджер сказал ему, что дозаправка может быть быстро завершена, но добавил, что новые санитарные нормы требуют, чтобы салон самолёта был опрыскан от комаров для борьбы со вспышкой жёлтой лихорадки и оставался герметичным в течение часа. Бортинженеры попытались отремонтировать выхлопную трубу. После взлёта из Натала выхлопная труба снова сломалась, и экипаж обнаружил, что сейф на лётной палубе был вскрыт, а документы и деньги похищены. Предполагалось, что дезинсекторы были шпионами и забрали эти предметы; это так и не было подтверждено.
Прибыв в Порт-оф-Спейн, экипаж получил необходимый отдых после посадки. Механики Pan American завершили ремонтные работы на выхлопной трубе. Во второй половине дня 5 января 1942 года NC18602 вылетел на последний этап своего путешествия в Нью-Йорк. NC18602 прибыл в Нью-Йорк перед рассветом 6 января 1942 года в 7:12 утра. Радиодиспетчеры авиабазы Ла-Гуардия потребовали, чтобы самолёт оставался в воздухе, пока небо не станет достаточно светлым для безопасного использования канала для гидросамолётов. После приводнения самолёт ударился о песчаную отмель во время руления; он не получил повреждений.
Экипаж
Капитан Роберт Форд
Первый офицер Джон Генри Мак
Второй офицер/навигатор Родерик Норман Браун
Третий офицер Джеймс Г. Хенриксен
Четвёртый офицер Джон Делмер Стирс
Первый инженер Хоманс Рот
Второй инженер Джон Бертранд Пэриш
Первый радист Джон Пойндекстер
Второй радист Оскар Хендриксон
Радиооператор Юджин Лич
Казначей Барни Савицки
Помощник казначея Верн Эдвардс

## После полёта
После того, как самолёт совершил свой сложный перелёт в безопасное место, компания Pan American переименовала его в Pacific Clipper (рус. «Пасифик Клипер»). Переименование было сделано в основном в рекламных целях, поскольку в первых газетных статьях самолёт был назван неправильно. Авиационные эксперты назвали этот полёт первым коммерческим кругосветным путешествием, поскольку самолёт вернулся в страну своего происхождения.
Во время перелёта было поставлено несколько рекордов: это был первый кругосветный полёт коммерческого авиалайнера, а также самый продолжительный непрерывный полёт коммерческого самолёта, и первое кругосветное путешествие по маршруту вблизи экватора (они пересекли экватор четыре раза). Они коснулись пяти континентов мира, пролетели 31 500 миль за 209 часов и сделали 18 остановок под флагами 12 различных государств. Они также совершили самый длинный беспосадочный перелёт в истории компании Pan American — пересекли Южную Атлантику из Африки в Бразилию, пролетев 3583 мили.
31 января 1942 года «Пасифик Клипер» доставил заместителя государственного секретаря Самнера Уэллеса с Панамериканской чрезвычайной конференции по обороне в Рио-де-Жанейро в Майами, преодолев 4350 миль за рекордные 33 часа. На борту чёрно-серого камуфлированного судна находилось 39 пассажиров.
После войны самолёт был продан компании Universal Airlines, но был повреждён во время шторма и в итоге разобран на запчасти.
Было высказано предположение, что в продолжительном полёте могли участвовать два самолёта: NC18606 из Калифорнии на Гавайи и NC18602 с Гавайев в Нью-Йорк. Однако, согласно записям, только два самолёта Boeing 314 находились на Тихом океане, когда японцы атаковали Пёрл-Харбор. NC18602 направлялся в Окленд из Пёрла. На момент атаки NC18611 Anzac Clipper направлялся в Пёрл-Харбор, и оставалось около часа полётного времени; Anzac Clipper свернул в Хило, Гавайи, и вернулся в Калифорнию после наступления темноты.

## Комментарии
1. ↑  Пойндекстер отбыл с Трежер-Айленда, Калифорния, в качестве наблюдателя, которому было поручено проверить работу нового радиоприёмника; на этом этапе путешествия Хендриксон был первым радистом, а место второго радиста было вакантным. По прибытии в Сан-Педро капитан Форд узнал, что человек, который должен был исполнять обязанности второго радиста, был госпитализирован. Пойндекстер, который был выше Хендриксона по должности, согласился продолжить путешествие через Тихий океан, став первым радистом[4][21].
2. ↑  Лич был сотрудником авиакомпании и первоначально следовал из Нумеа, Новая Каледония, в Окленд, Новая Зеландия. После посадки в Нумеа Лич оставался на борту самолёта до прибытия в Нью-Йорк.

## Публикации
- Dover, Ed. The Long Way Home (англ.). — McLean, Virginia, 2008. — ISBN 061521472X.
- Klaás, M.D. When the Clippers Went to War (англ.) // Air Classics : magazine. — 1991. — April (vol. 27, no. 4).